# Coly
株式会社coly（コリー、英: coly Inc.）は、モバイルオンラインゲームの企画・開発・運営などを主な事業とする日本の企業。コンピュータエンターテインメント協会正会員。

## 歴史
2014年2月、東京大学教養学部を卒業後モルガン・スタンレーMUFG証券に勤務していた中島瑞木（1988年12月1日 - ）が、早稲田大学教育学部を卒業後産業経済新聞社に勤務していた双子の妹である中島杏奈と共にマンションの一室で設立。姉の瑞木が主にビジョン戦略および組織戦略を統括、妹の杏奈が主にマーケティング戦略およびコンテンツ戦略全般を統括している。
2人は学生時代から共同で中東諸国のニュースを発信するウェブメディアを運営していたが閲覧数はふるわず、ユーザー自身がストーリーを展開できるゲームに着目し会社を創業。社名は「共に」を意味する接頭語「co」を基に命名された。全社員のうち女性が7割を占めている。
2015年3月、本社を東京都港区赤坂2丁目17番69号 赤坂フェニックスビルに移転、2017年2月に現在の同区赤坂4丁目2番6号 住友不動産新赤坂ビル5Fに移転。
2021年2月、東証マザーズに上場（現・東証グロース）。
2022年7月、テイクアウト用の揚げ菓子やドリンクを提供する飲食店ブランド「SugarDia（シュガーディア）」を設立。第一号店は同年9月14日に東京都渋谷区神宮前にオープンした（2023年10月22日閉店）。

## 開発ゲーム
| 発売年 | 発売日   | タイトル                                    |
| ------ | -------- | ------------------------------------------- |
| 2015年 | 3月29日  | ドラッグ王子とマトリ姫                      |
| 2016年 | 9月5日   | スタンドマイヒーローズ                      |
| 2018年 | 8月16日  | オンエア!                                   |
| 2019年 | 11月26日 | 魔法使いの約束                              |
| 2022年 | 5月30日  | &0                                          |
| 2023年 | 4月28日  | 永久少年Side Project -トワイライトなスピカ- |
| 2024年 | 5月9日   | ブレイクマイケース                          |

## 役員
2023年9月現在。
代表取締役社長
- 中島杏奈

代表取締役副社長
- 中島瑞木

取締役執行役員
- 佐々木大地

取締役
- 秋山裕俊（社外）

常勤監査役
- 早川治彦（社外）

監査役
- 中川直政（社外）
- 須黒統貴（社外）